# Eberhard von Gemmingen (1527–1583)
Eberhard von Gemmingen (* 1527; † 1583) ist ein Stammvater der Linie Bürg der Freiherren von Gemmingen. Ihm fiel bei der Erbteilung von 1582 Bürg zu und er erwarb gemeinsam mit seinen Brüdern 1575 auch die Herrschaft Weinfelden im Thurgau, die bis 1614 im Besitz der Familie blieb.

## Leben
Er war ein Sohn des Eberhard von Gemmingen zu Bürg († 1572), der Herr in Bürg, Widdern, Maienfels, Presteneck und Treschklingen sowie Burgmann zu Oppenheim war. Seine Eltern und er verwalteten ihren Besitz gemeinsam, später traten in die Gemeinschaft noch Eberhards Brüder Hans Walther († 1591) und Reinhard (1532–1598) mit ihren Frauen ein. Erst 1582 fand eine Erbteilung statt, bei der Eberhard Bürg zufiel. 
1574 lieh er der Stadt Ingelfingen 400 Gulden zum Bau eines Rohrbrunnens. 1575 erwarb er mit seinen Brüdern die Herrschaft Weinfelden im Thurgau, die sich von 1551 bis 1555 schon kurz im Besitz der Linie Gemmingen-Steinegg befunden hatte. Die Brüder erbauten ein Armenhaus und richteten eine Schulstelle ein. Ihre Nachkommen verkauften die Herrschaft 1614 an die Stadt Zürich.
1576 einigten sich Eberhard und seine Brüder mit der Kurpfalz um die Rechte an angeschwemmten Sand in der gemmingenschen Au bei Oppenheim.
Er wurde mit seiner Gattin auf dem Friedhof von Neuenstadt am Kocher begraben.

## Familie
Er war ab 1549 verheiratet mit Maria Greck von Kochendorf († 1609).
Nachkommen:
- Hans Wolf († 1589), war im Zweibrücker Hofdienst, war kränklich und starb jung
- Barbara († 1569), blieb ledig
- Maria († 1609) ⚭ Wolf Dietrich von Gemmingen
- Katharina ⚭ Wilhelm von Grumbach, Joachim von Dela
- Dorothea Agatha ⚭ Hans Dieter von Gemmingen-Fürfeld
- Helene ⚭ Hans Reinhard von Stetten zu Kocherstetten
- Schweikard (1556–1617) ⚭ Maria von Backha († 1631), in württ. Hofdienst, erbte Presteneck
- Bernolph († 1609) ⚭ Anna von Grumbach († 1607), in kurpfälzischem Hofdienst, erbte Bürg